# Autobus d'Avignon
 (février 2018).
Si vous disposez d'ouvrages ou d'articles de référence ou si vous connaissez des sites web de qualité traitant du thème abordé ici, merci de compléter l'article en donnant les références utiles à sa vérifiabilité et en les liant à la section « Notes et références ».
L'autobus d'Avignon est un réseau d'autobus du réseau urbain Orizo.
Il comporte 29 lignes régulières (hors bus à haut niveau de service « Chron'hop »), 11 lignes à la demande et 32 lignes scolaires, permettant de desservir l'intégralité du Grand Avignon.

## Lignes

### Lignes régulières

#### Lignes structurantes
Le réseau Orizo se structure autour d'une ligne de Tramway et de deux lignes Chron'hop.
| Ligne | Tracé                             | Tracé | Tracé                           |
| ----- | --------------------------------- | ----- | ------------------------------- |
| T1    | Saint-Roch Université des Métiers | < >   | Saint-Chamand Plaine des Sports |
| C2    | Hôpital                           | < >   | Buld'Air                        |
| C3    | Saint-Lazare                      | < >   | P+R Agroparc                    |

#### Lignes 4 à 9
Toutes les donées Citées ici présentes datent du
28 Décembre 2023
Les Arrets ou terminus en Majuscule sont temporaires
| Ligne | Caractéristiques | Caractéristiques                                                 | Caractéristiques                                                 | Caractéristiques                                                 | Caractéristiques                                                 | Caractéristiques                                                 | Caractéristiques                                                 | Caractéristiques                                                 | Caractéristiques                                                 |
| 4     | Avignon Poste ⥋ Avignon P+R Agroparc | Avignon Poste ⥋ Avignon P+R Agroparc                             | Avignon Poste ⥋ Avignon P+R Agroparc                             | Avignon Poste ⥋ Avignon P+R Agroparc                             | Avignon Poste ⥋ Avignon P+R Agroparc                             | Avignon Poste ⥋ Avignon P+R Agroparc                             | Avignon Poste ⥋ Avignon P+R Agroparc                             | Avignon Poste ⥋ Avignon P+R Agroparc                             | Avignon Poste ⥋ Avignon P+R Agroparc                             |
| ----- | --- | ---------------------------------------------------------------- | ---------------------------------------------------------------- | ---------------------------------------------------------------- | ---------------------------------------------------------------- | ---------------------------------------------------------------- | ---------------------------------------------------------------- | ---------------------------------------------------------------- | ---------------------------------------------------------------- |
| 4     | Ouverture / Fermeture 17 octobre 2016 / — | Longueur —                                                       | Durée 30 min                                                     | Nb. d’arrêts 32                                                  | Matériel Solaris urbino 12, Iveco Urbanway 12, Iveco Crealis 12  | Jours de fonctionnement L, Ma, Me, J, V, S, D                    | Jour / Soir / Nuit / Fêtes O / O / N / O                         | Voy. / an —                                                      | Dépôt Courtine                                                   |
| 4     | Desserte : Avignon - Arrêts desservis : Avignon Poste • Gare Centre • Magnanen • Limbert • Palais de Justice • Maison de Retraite • L'Épi • Galaxie • Colchester • Deux Frères • Henri Nodet • Pompiers • Fontcouverte • Berton Sicard • Sémaphore • Lac Saint-Chamand • La Matte • Récollets • Souspirous • Montfavet • Gare de Montfavet • Primevères • Croix de Joannis • La Halte • Boutons d'Or • Les Granges • Valentin • Pont Bleu • Salle de Montfavet • Félons • Agrosciences • Montaigné • Avignon P+R Agroparc - Le dimanche et les jours fériés, les arrets BERTON SICARD et Sémaphore ne sont pas desservis jusqu'a 15H, Merci de vous reporter à l'arret AMANDIER vers Avignon Poste, et aux arrets GLORIETTE et CINQ CANTONS vers P+R Agroparc cette ligne n'assure pas les arrêts Félons, Agrosciences et Avignon Agroparc. |                                                                  |                                                                  |                                                                  |                                                                  |                                                                  |                                                                  |                                                                  |                                                                  |
| 4     | Autre : |                                                                  |                                                                  |                                                                  |                                                                  |                                                                  |                                                                  |                                                                  |                                                                  |
| 4     | Dernière actualisation : — |                                                                  |                                                                  |                                                                  |                                                                  |                                                                  |                                                                  |                                                                  |                                                                  |
| 5     | Villeneuve Cigalières ⥋ Avignon Poste | Villeneuve Cigalières ⥋ Avignon Poste                            | Villeneuve Cigalières ⥋ Avignon Poste                            | Villeneuve Cigalières ⥋ Avignon Poste                            | Villeneuve Cigalières ⥋ Avignon Poste                            | Villeneuve Cigalières ⥋ Avignon Poste                            | Villeneuve Cigalières ⥋ Avignon Poste                            | Villeneuve Cigalières ⥋ Avignon Poste                            | Villeneuve Cigalières ⥋ Avignon Poste                            |
| 5     | Ouverture / Fermeture 3 septembre 2012 / — | Longueur —                                                       | Durée 20 min                                                     | Nb. d’arrêts 21                                                  | Matériel Solaris urbino 12- Heuliez GX 327, Iveco Urbanway 12    | Jours de fonctionnement L, Ma, Me, J, V, S, D                    | Jour / Soir / Nuit / Fêtes O / O / N / O                         | Voy. / an —                                                      | Dépôt Courtine                                                   |
| 5     | Desserte : Avignon, Villeneuve-lès-Avignon - Arrêts desservis : Villeneuve Cigalières • Mont Serein (Vers Avignon Poste Uniquement) • Cévennes • Collège Le Mourion • Maréchaux • Jean Vilar • Bel Horizon • Pont de Pujaut • Frédéric Mistral • Parking Chartreuse • Office de Tourisme • Tour Le Bel • Belle Rive • Villeneuve Gare • Barthelasse • Porte de l'Oulle • St Roch (Vers Avignon Poste Uniquement) • Avignon Poste - En été La Desserte Entre "Porte De L'Oulle" et "Parking Chartreuse" Est Améliorée |                                                                  |                                                                  |                                                                  |                                                                  |                                                                  |                                                                  |                                                                  |                                                                  |
| 5     | Autre : |                                                                  |                                                                  |                                                                  |                                                                  |                                                                  |                                                                  |                                                                  |                                                                  |
| 5     | Dernière actualisation : — |                                                                  |                                                                  |                                                                  |                                                                  |                                                                  |                                                                  |                                                                  |                                                                  |
| 6     | Avignon Poste ⥋ Avignon St Gabriel | Avignon Poste ⥋ Avignon St Gabriel                               | Avignon Poste ⥋ Avignon St Gabriel                               | Avignon Poste ⥋ Avignon St Gabriel                               | Avignon Poste ⥋ Avignon St Gabriel                               | Avignon Poste ⥋ Avignon St Gabriel                               | Avignon Poste ⥋ Avignon St Gabriel                               | Avignon Poste ⥋ Avignon St Gabriel                               | Avignon Poste ⥋ Avignon St Gabriel                               |
| 6     | Ouverture / Fermeture 3 septembre 2012 / — | Longueur —                                                       | Durée 30 min                                                     | Nb. d’arrêts 22                                                  | Matériel Solaris urbino 12-Solaris urbino 8,9 LE électrique      | Jours de fonctionnement L, Ma, Me, J, V, S                       | Jour / Soir / Nuit / Fêtes O / O / N / N                         | Voy. / an —                                                      | Dépôt Courtine                                                   |
| 6     | Desserte : Avignon - Arrêts desservis : Avignon Poste • Les Lierres • Eisenhower • Ferry • Violette • Monod • Sixte Isnard • Echo • Loti • L'Herminier • Péguy • Croix des Oiseaux • Vénus • Trillade • Booth • Garance • Provençales • St Gabriel • |                                                                  |                                                                  |                                                                  |                                                                  |                                                                  |                                                                  |                                                                  |                                                                  |
| 6     | Autre : |                                                                  |                                                                  |                                                                  |                                                                  |                                                                  |                                                                  |                                                                  |                                                                  |
| 6     | Dernière actualisation : — |                                                                  |                                                                  |                                                                  |                                                                  |                                                                  |                                                                  |                                                                  |                                                                  |
| 7     | Palais de Justice / Limbert ⥋ Morières Cannonets | Palais de Justice / Limbert ⥋ Morières Cannonets                 | Palais de Justice / Limbert ⥋ Morières Cannonets                 | Palais de Justice / Limbert ⥋ Morières Cannonets                 | Palais de Justice / Limbert ⥋ Morières Cannonets                 | Palais de Justice / Limbert ⥋ Morières Cannonets                 | Palais de Justice / Limbert ⥋ Morières Cannonets                 | Palais de Justice / Limbert ⥋ Morières Cannonets                 | Palais de Justice / Limbert ⥋ Morières Cannonets                 |
| 7     | Ouverture / Fermeture 3 septembre 2012 / — | Longueur —                                                       | Durée 36 min                                                     | Nb. d’arrêts 43                                                  | Matériel Solaris urbino 10, Iveco crossway LE 12                 | Jours de fonctionnement L, Ma, Me, J, V, S                       | Jour / Soir / Nuit / Fêtes O / O / N / N                         | Voy. / an —                                                      | Dépôt Courtine                                                   |
| 7     | Desserte : Avignon, Le Pontet - Arrêts desservis : Palais de Justice • Limbert (Vers Cannonets) • Maison de Retraite • L'Épi • Galaxie • Colchester • Neuf Peyres • Wetzlar • Place de Sienne • Passerelle • Reine Jeanne • Droits de l'Homme • Albert Lebrun • Auriol • Toulourenc • Rose des Vents • Pervenches • La Pléiade • Prétentaine • Beaupré • Sorgue Bleue • Collège Jules Verne • Stade de Coubertin • Gavotte • Farandole • Ferme Saint-Louis • Clément VII • Le Pontet Hôtel de Ville • Rallye • Achard • Place Thomas • Lascour • Grangette • Montbord • Cassagne • Bosco • Arbalestière • Les Bleuets • Les Glaieuls • Le Carillon • Les Barattes • Clos de Morières • France • Cannonets |                                                                  |                                                                  |                                                                  |                                                                  |                                                                  |                                                                  |                                                                  |                                                                  |
| 7     | Autre : |                                                                  |                                                                  |                                                                  |                                                                  |                                                                  |                                                                  |                                                                  |                                                                  |
| 7     | Dernière actualisation : — |                                                                  |                                                                  |                                                                  |                                                                  |                                                                  |                                                                  |                                                                  |                                                                  |
| 8     | Avignoon Porte de l'Oulle ⥋ Entraigues Blagier / Vedène Centre / | Avignoon Porte de l'Oulle ⥋ Entraigues Blagier / Vedène Centre / | Avignoon Porte de l'Oulle ⥋ Entraigues Blagier / Vedène Centre / | Avignoon Porte de l'Oulle ⥋ Entraigues Blagier / Vedène Centre / | Avignoon Porte de l'Oulle ⥋ Entraigues Blagier / Vedène Centre / | Avignoon Porte de l'Oulle ⥋ Entraigues Blagier / Vedène Centre / | Avignoon Porte de l'Oulle ⥋ Entraigues Blagier / Vedène Centre / | Avignoon Porte de l'Oulle ⥋ Entraigues Blagier / Vedène Centre / | Avignoon Porte de l'Oulle ⥋ Entraigues Blagier / Vedène Centre / |
| 8     | Ouverture / Fermeture 3 septembre 2012 / — | Longueur —                                                       | Durée 40 min                                                     | Nb. d’arrêts 25                                                  | Matériel Solaris urbino 12, Iveco Urbanway 12                    | Jours de fonctionnement L, Ma, Me, J, V, S                       | Jour / Soir / Nuit / Fêtes O / O / N / N                         | Voy. / an —                                                      | Dépôt Courtine                                                   |
| 8     | Desserte : Avignon, Le Pontet, Vedène, Entraigues-sur-la-Sorgue - Arrêts desservis : Porte de l'Oulle • Aubanel • Université • Préfecture Chabran • Fourrière • Saint-Jean • Boccace • Saint-Véran • Esprit Requien • Notre Dame • Archicote Avignon Nord • LEP Eguilles • Lavandières • Vedène Centre • L'Autre Scène • Joliot Curie • Confines • Petit Flory • Pas de l'Âne • Rouge Gorges • La Rivasse • Les Ferrailles • Le Béal • Pont de la Pierre • Blagier |                                                                  |                                                                  |                                                                  |                                                                  |                                                                  |                                                                  |                                                                  |                                                                  |
| 8     | Autre : |                                                                  |                                                                  |                                                                  |                                                                  |                                                                  |                                                                  |                                                                  |                                                                  |
| 8     | Dernière actualisation : — |                                                                  |                                                                  |                                                                  |                                                                  |                                                                  |                                                                  |                                                                  |                                                                  |
| 9     | Avignon Poste ⥋ MorièresCollège Anne Frank / Avignon Agricola | Avignon Poste ⥋ MorièresCollège Anne Frank / Avignon Agricola    | Avignon Poste ⥋ MorièresCollège Anne Frank / Avignon Agricola    | Avignon Poste ⥋ MorièresCollège Anne Frank / Avignon Agricola    | Avignon Poste ⥋ MorièresCollège Anne Frank / Avignon Agricola    | Avignon Poste ⥋ MorièresCollège Anne Frank / Avignon Agricola    | Avignon Poste ⥋ MorièresCollège Anne Frank / Avignon Agricola    | Avignon Poste ⥋ MorièresCollège Anne Frank / Avignon Agricola    | Avignon Poste ⥋ MorièresCollège Anne Frank / Avignon Agricola    |
| 9     | Ouverture / Fermeture 19 octobre 2019 / — | Longueur —                                                       | Durée 25-44 min                                                  | Nb. d’arrêts 38                                                  | Matériel Iveco Urbanway 12 -Solaris Urbino 12-Irisbus Citelis 12 | Jours de fonctionnement L, Ma, Me, J, V, S, D                    | Jour / Soir / Nuit / Fêtes O / O / — / O                         | Voy. / an —                                                      | Dépôt Courtine                                                   |
| 9     | Desserte : Avignon, Le Pontet, Morières-lès-Avignon - Arrêts desservis : Avignon Poste • Gare Centre • Magnanen • Limbert • Thiers • Préfecture Chabran • Fourrière • Saint-Jean • Passerelle • Reine Jeanne • Stade Gorlier • Florence • Picasso • Pellenc • Chasseriau • Lycée René Char • Carpeaux • Renoir • Châteaubriand • Rimbaud • Beaupré • Agricola • Lou Castelet • Jean Monnet • Grand Pré • Saint-André • Léon Blum • Roubine • Saules • Campveires • Peupliers • Perdiguier • Paul Puaux • Saint-Augustin • Pont Neuf • Portugaises • Boiseaumarie • Collège Anne Frank - Le dimanche et les jours fériés, cette ligne n'assure pas les arrêts entre Agricola et Collège Anne Frank. - La Nuit en été, cette ligne n'assure pas les arrêts entre "Lycée René Char" et "College Anne France"                                   |                                                                  |                                                                  |                                                                  |                                                                  |                                                                  |                                                                  |                                                                  |                                                                  |
| 9     | Autre : |                                                                  |                                                                  |                                                                  |                                                                  |                                                                  |                                                                  |                                                                  |                                                                  |
| 9     | Dernière actualisation : — |                                                                  |                                                                  |                                                                  |                                                                  |                                                                  |                                                                  |                                                                  |                                                                  |

#### Lignes 10 à 19
| Ligne | Caractéristiques | Caractéristiques                                                              | Caractéristiques                                                              | Caractéristiques                                                              | Caractéristiques                                                              | Caractéristiques                                                              | Caractéristiques                                                              | Caractéristiques                                                              | Caractéristiques                                                              |
| 10    | Avignon TGV ⥋ Avignon Poste | Avignon TGV ⥋ Avignon Poste                                                   | Avignon TGV ⥋ Avignon Poste                                                   | Avignon TGV ⥋ Avignon Poste                                                   | Avignon TGV ⥋ Avignon Poste                                                   | Avignon TGV ⥋ Avignon Poste                                                   | Avignon TGV ⥋ Avignon Poste                                                   | Avignon TGV ⥋ Avignon Poste                                                   | Avignon TGV ⥋ Avignon Poste                                                   |
| ----- | --- | ----------------------------------------------------------------------------- | ----------------------------------------------------------------------------- | ----------------------------------------------------------------------------- | ----------------------------------------------------------------------------- | ----------------------------------------------------------------------------- | ----------------------------------------------------------------------------- | ----------------------------------------------------------------------------- | ----------------------------------------------------------------------------- |
| 10    | Ouverture / Fermeture 3 septembre 2012 / — | Longueur —                                                                    | Durée 21 min                                                                  | Nb. d’arrêts 13                                                               | Matériel Irisbus Citelis Line-Solaris Urbino 12- Iveco urbanway 10            | Jours de fonctionnement L, Ma, Me, J, V, S                                    | Jour / Soir / Nuit / Fêtes O / O / N / N                                      | Voy. / an —                                                                   | Dépôt Courtine                                                                |
| 10    | Desserte : Avignon - Arrêts desservis : Avignon TGV • Confluence • Bonne Fleur • St Gens (Vers Avignon Poste)• St Geneviève • Forum • Aulanière • Petit Gigognan • Ramatuel • Courtine • Baigne Pieds • Monteverdi • Allende • Monclar • Lopy • Lopofa • Violette • Ferry • Eisenhower • Les Lierres • Avignon Poste |                                                                               |                                                                               |                                                                               |                                                                               |                                                                               |                                                                               |                                                                               |                                                                               |
| 10    | Autre : |                                                                               |                                                                               |                                                                               |                                                                               |                                                                               |                                                                               |                                                                               |                                                                               |
| 10    | Dernière actualisation : — |                                                                               |                                                                               |                                                                               |                                                                               |                                                                               |                                                                               |                                                                               |                                                                               |
| 11    | Avignon Poste / Avignon St Dominique ⥋ Jonquerettes / St Saturnin Les Roseaux | Avignon Poste / Avignon St Dominique ⥋ Jonquerettes / St Saturnin Les Roseaux | Avignon Poste / Avignon St Dominique ⥋ Jonquerettes / St Saturnin Les Roseaux | Avignon Poste / Avignon St Dominique ⥋ Jonquerettes / St Saturnin Les Roseaux | Avignon Poste / Avignon St Dominique ⥋ Jonquerettes / St Saturnin Les Roseaux | Avignon Poste / Avignon St Dominique ⥋ Jonquerettes / St Saturnin Les Roseaux | Avignon Poste / Avignon St Dominique ⥋ Jonquerettes / St Saturnin Les Roseaux | Avignon Poste / Avignon St Dominique ⥋ Jonquerettes / St Saturnin Les Roseaux | Avignon Poste / Avignon St Dominique ⥋ Jonquerettes / St Saturnin Les Roseaux |
| 11    | Ouverture / Fermeture 3 septembre 2012 / — | Longueur —                                                                    | Durée 44-39-50 min                                                            | Nb. d’arrêts 30                                                               | Matériel Solaris Urbino 12                                                    | Jours de fonctionnement L, Ma, Me, J, V, S                                    | Jour / Soir / Nuit / Fêtes O / O / N / N                                      | Voy. / an —                                                                   | Dépôt Courtine                                                                |
| 11    | Desserte : Avignon, Le Pontet, Morières-lès-Avignon, Vedène, Saint-Saturnin-lès-Avignon - Arrêts desservis : Avignon Poste • Gare Centre • Magnanen • Limbert • Thiers • Préfecture Chabran • Fourrière • Saint-Jean • Boccace • Saint-Véran • Esprit Requien • Notre Dame • Rose des Vents • Cardelines • Renoir • Carpeaux • Lycée René Char • Les Ormeaux • Les Barattes • Clos de Morières • France • Cannonets • La Chapelle • Chemin du Moulin • Saint-Saturnin Centre • Saint-Saturnin Gare • Rétanque • Les Roseaux• Château d'Eau • Jean Moulin |                                                                               |                                                                               |                                                                               |                                                                               |                                                                               |                                                                               |                                                                               |                                                                               |
| 11    | Autre : |                                                                               |                                                                               |                                                                               |                                                                               |                                                                               |                                                                               |                                                                               |                                                                               |
| 11    | Dernière actualisation : — |                                                                               |                                                                               |                                                                               |                                                                               |                                                                               |                                                                               |                                                                               |                                                                               |
| 12    | Saint-Chamand - Plaine des Sports ⥋ Newton Avignon Nord | Saint-Chamand - Plaine des Sports ⥋ Newton Avignon Nord                       | Saint-Chamand - Plaine des Sports ⥋ Newton Avignon Nord                       | Saint-Chamand - Plaine des Sports ⥋ Newton Avignon Nord                       | Saint-Chamand - Plaine des Sports ⥋ Newton Avignon Nord                       | Saint-Chamand - Plaine des Sports ⥋ Newton Avignon Nord                       | Saint-Chamand - Plaine des Sports ⥋ Newton Avignon Nord                       | Saint-Chamand - Plaine des Sports ⥋ Newton Avignon Nord                       | Saint-Chamand - Plaine des Sports ⥋ Newton Avignon Nord                       |
| 12    | Ouverture / Fermeture 19 octobre 2019 / — | Longueur —                                                                    | Durée 50 min                                                                  | Nb. d’arrêts 37                                                               | Matériel Solaris Urbino12                                                     | Jours de fonctionnement L, Ma, Me, J, V, S, D                                 | Jour / Soir / Nuit / Fêtes O / O / N / O                                      | Voy. / an —                                                                   | Dépôt Courtine                                                                |
| 12    | Desserte : Avignon, Le Pontet, Morières-lès-Avignon, Vedène - Arrêts desservis : Saint-Chamand - Plaine des Sports • Coubertin • Bel Air • Chemin de l'Amandier • Lac Saint-Chamand • Sainte-Claire • Cimetière de Montfavet • Souspirous • Mairie de Montfavet • Cantonne • Vertes Rives • Bastide • Saint-Louis • Prés Verts • Salvador • Les Craoux • Clos Serein • Morières Centre • Gare de Montfavet • Les Vignes • Pont Neuf • Saint-Augustin • Folard • Cannonets • Orsan • EREA • Rostand • Daudet • Macao • Collège Lou Vignares • Les Tournesols • Tayolle • L'Autre Scène • Lavandières • LEP Eguilles • Archicote Avignon Nord • Newton Avignon Nord                                                                                          |                                                                               |                                                                               |                                                                               |                                                                               |                                                                               |                                                                               |                                                                               |                                                                               |
| 12    | Autre : |                                                                               |                                                                               |                                                                               |                                                                               |                                                                               |                                                                               |                                                                               |                                                                               |
| 12    | Dernière actualisation : — |                                                                               |                                                                               |                                                                               |                                                                               |                                                                               |                                                                               |                                                                               |                                                                               |
| 13    | Aéroport ⥋ Le Pontet Le Lac | Aéroport ⥋ Le Pontet Le Lac                                                   | Aéroport ⥋ Le Pontet Le Lac                                                   | Aéroport ⥋ Le Pontet Le Lac                                                   | Aéroport ⥋ Le Pontet Le Lac                                                   | Aéroport ⥋ Le Pontet Le Lac                                                   | Aéroport ⥋ Le Pontet Le Lac                                                   | Aéroport ⥋ Le Pontet Le Lac                                                   | Aéroport ⥋ Le Pontet Le Lac                                                   |
| 13    | Ouverture / Fermeture 19 octobre 2019 / — | Longueur —                                                                    | Durée 40 min                                                                  | Nb. d’arrêts 30                                                               | Matériel Solaris urbino 10-Heuliez GX 117 L                                   | Jours de fonctionnement L, Ma, Me, J, V                                       | Jour / Soir / Nuit / Fêtes O / O / N / N                                      | Voy. / an —                                                                   | Dépôt Courtine                                                                |
| 13    | Desserte : Avignon, Le Pontet - Arrêts desservis : Aéroport • Clément Ader • P+R Agroparc • Montaigne • Grand Avignon • Cité de l'Artisanat • Demonque • Agroparc Centre • Durançole • Magnanarelles • La Halte • Croix de Joannis • Primevères • Gare de Montfavet • Mairie de Montfavet • Cantonne • Vertes Rives • Sœur • Étoiles • Les Martines • Préfète • Jarretières • Saint-Maurice • Lycée René Char • Agricola • Sorgue Bleue • Jardins de Fargues • De Fargis • Achard • Place Thomas • Le Pontet Centre • Le Lac |                                                                               |                                                                               |                                                                               |                                                                               |                                                                               |                                                                               |                                                                               |                                                                               |
| 13    | Autre : |                                                                               |                                                                               |                                                                               |                                                                               |                                                                               |                                                                               |                                                                               |                                                                               |
| 13    | Dernière actualisation : — |                                                                               |                                                                               |                                                                               |                                                                               |                                                                               |                                                                               |                                                                               |                                                                               |
| 14    | Avignon Parrocel ⥋ Le Lac | Avignon Parrocel ⥋ Le Lac                                                     | Avignon Parrocel ⥋ Le Lac                                                     | Avignon Parrocel ⥋ Le Lac                                                     | Avignon Parrocel ⥋ Le Lac                                                     | Avignon Parrocel ⥋ Le Lac                                                     | Avignon Parrocel ⥋ Le Lac                                                     | Avignon Parrocel ⥋ Le Lac                                                     | Avignon Parrocel ⥋ Le Lac                                                     |
| 14    | Ouverture / Fermeture 3 septembre 2012 / — | Longueur —                                                                    | Durée 20 min                                                                  | Nb. d’arrêts 19                                                               | Matériel —                                                                    | Jours de fonctionnement L, Ma, Me, J, V, S                                    | Jour / Soir / Nuit / Fêtes O / O / N / N                                      | Voy. / an —                                                                   | Dépôt Courtine                                                                |
| 14    | Desserte : Avignon, Le Pontet - Arrêts desservis : Saint-Chamand - Plaine des Sports • Coubertin • Bel Air • Chemin de l'Amandier • Berton Sicard • Cinq Cantons • Les Œillets • Van Gogh • Picasso • Pellenc • Chasseriau • Lycée René Char • Carpeaux • Renoir • Châteaubriand • Agricola • Sorque Bleue • Pré Fleuri • Le Lac |                                                                               |                                                                               |                                                                               |                                                                               |                                                                               |                                                                               |                                                                               |                                                                               |
| 14    | Autre : |                                                                               |                                                                               |                                                                               |                                                                               |                                                                               |                                                                               |                                                                               |                                                                               |
| 14    | Dernière actualisation : — |                                                                               |                                                                               |                                                                               |                                                                               |                                                                               |                                                                               |                                                                               |                                                                               |
| 15    | Porte de l'Oulle / St Dominique ⥋ Saze Le Lavoir | Porte de l'Oulle / St Dominique ⥋ Saze Le Lavoir                              | Porte de l'Oulle / St Dominique ⥋ Saze Le Lavoir                              | Porte de l'Oulle / St Dominique ⥋ Saze Le Lavoir                              | Porte de l'Oulle / St Dominique ⥋ Saze Le Lavoir                              | Porte de l'Oulle / St Dominique ⥋ Saze Le Lavoir                              | Porte de l'Oulle / St Dominique ⥋ Saze Le Lavoir                              | Porte de l'Oulle / St Dominique ⥋ Saze Le Lavoir                              | Porte de l'Oulle / St Dominique ⥋ Saze Le Lavoir                              |
| 15    | Ouverture / Fermeture 3 septembre 2012 / — | Longueur —                                                                    | Durée 25-17 min                                                               | Nb. d’arrêts 7                                                                | Matériel Irisbus karosa                                                       | Jours de fonctionnement L, Ma, Me, J, V                                       | Jour / Soir / Nuit / Fêtes O / N / N / N                                      | Voy. / an —                                                                   | Dépôt Courtine                                                                |
| 15    | Desserte : Avignon, Saze - Arrêts desservis : Porte de l'Oulle • Saint-Dominique • Fontaine du Buis • Les Platanes • Les Pommiers • Le Lavoir • Les Hameaux |                                                                               |                                                                               |                                                                               |                                                                               |                                                                               |                                                                               |                                                                               |                                                                               |
| 15    | Autre : |                                                                               |                                                                               |                                                                               |                                                                               |                                                                               |                                                                               |                                                                               |                                                                               |
| 15    | Dernière actualisation : — |                                                                               |                                                                               |                                                                               |                                                                               |                                                                               |                                                                               |                                                                               |                                                                               |
| 16    | Avignon Poste ⥋ Rochefort Stade / Grand Angles | Avignon Poste ⥋ Rochefort Stade / Grand Angles                                | Avignon Poste ⥋ Rochefort Stade / Grand Angles                                | Avignon Poste ⥋ Rochefort Stade / Grand Angles                                | Avignon Poste ⥋ Rochefort Stade / Grand Angles                                | Avignon Poste ⥋ Rochefort Stade / Grand Angles                                | Avignon Poste ⥋ Rochefort Stade / Grand Angles                                | Avignon Poste ⥋ Rochefort Stade / Grand Angles                                | Avignon Poste ⥋ Rochefort Stade / Grand Angles                                |
| 16    | Ouverture / Fermeture 3 septembre 2012 / — | Longueur —                                                                    | Durée 16-40 min                                                               | Nb. d’arrêts 32                                                               | Matériel Solaris Urbino 12- Iveco Urbanway 12                                 | Jours de fonctionnement L, Ma, Me, J, V, S, D                                 | Jour / Soir / Nuit / Fêtes O / O / N / O                                      | Voy. / an —                                                                   | Dépôt Courtine                                                                |
| 16    | Desserte : Avignon, Villeneuve-lès-Avignon, Les Angles, Rochefort-du-Gard - Arrêts desservis : Rochefort Stade • Saint-Éxupéry • Collège Haigneré • Valliguières • Rochefort Centre • Puits Ferrane • Font des Caven • Les Genourieux • La Filature • Jardins • La Diane • La Bégude • Beaulieu • Michel Ange • Galerie • Le Ponant (Uniquement Grand Angles-Avignon Poste) • Grand Angles (Uniquement Grand Angles-Avignon Poste) • 2ème DB • Rouvre • Les Mousselières • Sergent Menassier • Les Priades • Verdun • Bellevue • Les Chênes • Sainte-Thérèse • Candau • Monteau • Général Leclerc • Barthelasse • Porte de l'Oulle • Avignon Poste - Le dimanche et les jours fériés, cette ligne n'assure pas les arrêts entre Rochefort Stade et 2ème DB |                                                                               |                                                                               |                                                                               |                                                                               |                                                                               |                                                                               |                                                                               |                                                                               |
| 16    | Autre : |                                                                               |                                                                               |                                                                               |                                                                               |                                                                               |                                                                               |                                                                               |                                                                               |
| 16    | Dernière actualisation : — |                                                                               |                                                                               |                                                                               |                                                                               |                                                                               |                                                                               |                                                                               |                                                                               |
| 17    | Rcohefort La Bégude ⥋ Rochefort Collège Haigneré | Rcohefort La Bégude ⥋ Rochefort Collège Haigneré                              | Rcohefort La Bégude ⥋ Rochefort Collège Haigneré                              | Rcohefort La Bégude ⥋ Rochefort Collège Haigneré                              | Rcohefort La Bégude ⥋ Rochefort Collège Haigneré                              | Rcohefort La Bégude ⥋ Rochefort Collège Haigneré                              | Rcohefort La Bégude ⥋ Rochefort Collège Haigneré                              | Rcohefort La Bégude ⥋ Rochefort Collège Haigneré                              | Rcohefort La Bégude ⥋ Rochefort Collège Haigneré                              |
| 17    | Ouverture / Fermeture 4 novembre 2019 / — | Longueur —                                                                    | Durée 24 min                                                                  | Nb. d’arrêts 18                                                               | Matériel Solaris Urbino 10                                                    | Jours de fonctionnement L, Ma, Me, J, V                                       | Jour / Soir / Nuit / Fêtes O / N / N / N                                      | Voy. / an —                                                                   | Dépôt Courtine                                                                |
| 17    | Desserte : Rochefort-du-Gard - Arrêts desservis : La Bégude • La Diane • Jardins • La Filature • Les Genourieux • Font des Caven • Puits Ferrane • Pré des Pères • Lou Cigalou • Le Plan • Planas • Colvert • Le Vieux Mas • La Rouvette • Sanctuaire Notre-Dame • Rochefort Centre • Valliguières • Collège Haigneré |                                                                               |                                                                               |                                                                               |                                                                               |                                                                               |                                                                               |                                                                               |                                                                               |
| 17    | Autre : |                                                                               |                                                                               |                                                                               |                                                                               |                                                                               |                                                                               |                                                                               |                                                                               |
| 17    | Dernière actualisation : — |                                                                               |                                                                               |                                                                               |                                                                               |                                                                               |                                                                               |                                                                               |                                                                               |
| 18    | Porte de l'Oulle ⥋ Les Angles Le Couchant | Porte de l'Oulle ⥋ Les Angles Le Couchant                                     | Porte de l'Oulle ⥋ Les Angles Le Couchant                                     | Porte de l'Oulle ⥋ Les Angles Le Couchant                                     | Porte de l'Oulle ⥋ Les Angles Le Couchant                                     | Porte de l'Oulle ⥋ Les Angles Le Couchant                                     | Porte de l'Oulle ⥋ Les Angles Le Couchant                                     | Porte de l'Oulle ⥋ Les Angles Le Couchant                                     | Porte de l'Oulle ⥋ Les Angles Le Couchant                                     |
| 18    | Ouverture / Fermeture 19 octobre 2019 / — | Longueur —                                                                    | Durée 21 min                                                                  | Nb. d’arrêts 22                                                               | Matériel Dietrich Modulis City 9                                              | Jours de fonctionnement L, Ma, Me, J, V, S                                    | Jour / Soir / Nuit / Fêtes O / N / N / N                                      | Voy. / an —                                                                   | Dépôt Courtine                                                                |
| 18    | Desserte : Avignon, Villeneuve-lès-Avignon, Les Angles - Arrêts desservis : Porte de l'Oulle • Barthelasse • Général Leclerc • Monteau • Candau • Sainte-Thérèse • Les Chênes • Bellevue • Mairie des Angles • Alain Fournier • Jean Rey • 8 Mai • Pastorales • Grand Terme • Chêneraie • Les Oliviers• Amarinié • Dinarelles • Bosquets • 2ème DB • Le Ponant • Grand Angles• Le Couchant |                                                                               |                                                                               |                                                                               |                                                                               |                                                                               |                                                                               |                                                                               |                                                                               |
| 18    | Autre : |                                                                               |                                                                               |                                                                               |                                                                               |                                                                               |                                                                               |                                                                               |                                                                               |
| 18    | Dernière actualisation : — |                                                                               |                                                                               |                                                                               |                                                                               |                                                                               |                                                                               |                                                                               |                                                                               |
| 19    | 2ème DB ⥋ Lycée Jean Vilar | 2ème DB ⥋ Lycée Jean Vilar                                                    | 2ème DB ⥋ Lycée Jean Vilar                                                    | 2ème DB ⥋ Lycée Jean Vilar                                                    | 2ème DB ⥋ Lycée Jean Vilar                                                    | 2ème DB ⥋ Lycée Jean Vilar                                                    | 2ème DB ⥋ Lycée Jean Vilar                                                    | 2ème DB ⥋ Lycée Jean Vilar                                                    | 2ème DB ⥋ Lycée Jean Vilar                                                    |
| 19    | Ouverture / Fermeture 3 septembre 2012 / — | Longueur —                                                                    | Durée —                                                                       | Nb. d’arrêts 24                                                               | Matériel Solaris Urbino 12- Volvo 7700- Iveco urbanway 12                     | Jours de fonctionnement L, Ma, Me, J, V                                       | Jour / Soir / Nuit / Fêtes O / N / N / N                                      | Voy. / an —                                                                   | Dépôt Courtine                                                                |
| 19    | Desserte : Les Angles, Villeneuve-lès-Avignon - Arrêts desservis : 2ème DB • Parc du Cosmos • Pimparins • Carrières • Grange Rouge • Mirabeau • Les Mousselières • Zone Artisanale • Diderot • Tour des Masc • Victor Hugo • Molière • 8 Mai • Pastorales • Grand Terme • Le Lozet • Ducros • Valabrègue • Clémenceau • Bramo-Set • De Lattre • Collège Le Mourion • Maréchaux • Lycée Jean Vilar |                                                                               |                                                                               |                                                                               |                                                                               |                                                                               |                                                                               |                                                                               |                                                                               |
| 19    | Autre : |                                                                               |                                                                               |                                                                               |                                                                               |                                                                               |                                                                               |                                                                               |                                                                               |
| 19    | Dernière actualisation : — |                                                                               |                                                                               |                                                                               |                                                                               |                                                                               |                                                                               |                                                                               |                                                                               |

#### Lignes 20 à 30
| Ligne | Caractéristiques | Caractéristiques                                 | Caractéristiques                                 | Caractéristiques                                 | Caractéristiques                                 | Caractéristiques                                 | Caractéristiques                                 | Caractéristiques                                 | Caractéristiques                                 |
| 20    | P+R Piot ⥋ Avignon TGV | P+R Piot ⥋ Avignon TGV                           | P+R Piot ⥋ Avignon TGV                           | P+R Piot ⥋ Avignon TGV                           | P+R Piot ⥋ Avignon TGV                           | P+R Piot ⥋ Avignon TGV                           | P+R Piot ⥋ Avignon TGV                           | P+R Piot ⥋ Avignon TGV                           | P+R Piot ⥋ Avignon TGV                           |
| ----- | --- | ------------------------------------------------ | ------------------------------------------------ | ------------------------------------------------ | ------------------------------------------------ | ------------------------------------------------ | ------------------------------------------------ | ------------------------------------------------ | ------------------------------------------------ |
| 20    | Ouverture / Fermeture 19 octobre 2019 / — | Longueur —                                       | Durée 13 min                                     | Nb. d’arrêts 7                                   | Matériel Fiat city 21                            | Jours de fonctionnement L, Ma, Me, J, V, S, D    | Jour / Soir / Nuit / Fêtes O / O / N / O         | Voy. / an —                                      | Dépôt Courtine                                   |
| 20    | Desserte : Avignon - Arrêts desservis : P+R Piot • Barthelasse • Porte de l'Oulle •St Dominique • Petit Mas • Saint-Gens • Petit Gigognan • Ramatuel • Courtine • Confluence • Avignon TGV |                                                  |                                                  |                                                  |                                                  |                                                  |                                                  |                                                  |                                                  |
| 20    | Autre : |                                                  |                                                  |                                                  |                                                  |                                                  |                                                  |                                                  |                                                  |
| 20    | Dernière actualisation : — |                                                  |                                                  |                                                  |                                                  |                                                  |                                                  |                                                  |                                                  |
| 22    | Avignon St Lazare ⥋ Caumont Balarucs | Avignon St Lazare ⥋ Caumont Balarucs             | Avignon St Lazare ⥋ Caumont Balarucs             | Avignon St Lazare ⥋ Caumont Balarucs             | Avignon St Lazare ⥋ Caumont Balarucs             | Avignon St Lazare ⥋ Caumont Balarucs             | Avignon St Lazare ⥋ Caumont Balarucs             | Avignon St Lazare ⥋ Caumont Balarucs             | Avignon St Lazare ⥋ Caumont Balarucs             |
| 22    | Ouverture / Fermeture 19 octobre 2019 / — | Longueur —                                       | Durée 53-37-45 min                               | Nb. d’arrêts 15                                  | Matériel Solaris Urbino 12                       | Jours de fonctionnement L, Ma, Me, J, V, S       | Jour / Soir / Nuit / Fêtes O / O / N / N         | Voy. / an —                                      | Dépôt Courtine                                   |
| 22    | Desserte : Avignon, Caumont-sur-Durance - Arrêts desservis : Saint-Chamand - Plaine des Sports • Coubertin • Campus CCI • Lycée Agricole • Grand Avignon • Agroparc • Bonpas • Clos des Avaux • Mairie de Caumont • Place du Marché • La Cave • Les Mésanges • Jourdans • Les Pierres • Balarucs |                                                  |                                                  |                                                  |                                                  |                                                  |                                                  |                                                  |                                                  |
| 22    | Autre : |                                                  |                                                  |                                                  |                                                  |                                                  |                                                  |                                                  |                                                  |
| 22    | Dernière actualisation : — |                                                  |                                                  |                                                  |                                                  |                                                  |                                                  |                                                  |                                                  |
| 23    | Saint-Lazare ⥋ Barthelasse École | Saint-Lazare ⥋ Barthelasse École                 | Saint-Lazare ⥋ Barthelasse École                 | Saint-Lazare ⥋ Barthelasse École                 | Saint-Lazare ⥋ Barthelasse École                 | Saint-Lazare ⥋ Barthelasse École                 | Saint-Lazare ⥋ Barthelasse École                 | Saint-Lazare ⥋ Barthelasse École                 | Saint-Lazare ⥋ Barthelasse École                 |
| 23    | Ouverture / Fermeture 2 septembre 2019 / — | Longueur —                                       | Durée —                                          | Nb. d’arrêts 14                                  | Matériel Fiat city 21                            | Jours de fonctionnement L, Ma, Me, J, V, S       | Jour / Soir / Nuit / Fêtes O / O / N / N         | Voy. / an —                                      | Dépôt Courtine                                   |
| 23    | Desserte : Avignon - Arrêts desservis : Saint-Lazare • Aubanel • Porte de l'Oulle • Islon • Traille • Canotiers • Dardène • Moutons • Les Deux Rhône • EDF • Mont Blanc • Rhodes • Cave • Barthelasse École |                                                  |                                                  |                                                  |                                                  |                                                  |                                                  |                                                  |                                                  |
| 23    | Autre : |                                                  |                                                  |                                                  |                                                  |                                                  |                                                  |                                                  |                                                  |
| 23    | Dernière actualisation : — |                                                  |                                                  |                                                  |                                                  |                                                  |                                                  |                                                  |                                                  |
| 24    | (Circulaire) Saint-Lazare ⥋ depuis Jardins Neufs | (Circulaire) Saint-Lazare ⥋ depuis Jardins Neufs | (Circulaire) Saint-Lazare ⥋ depuis Jardins Neufs | (Circulaire) Saint-Lazare ⥋ depuis Jardins Neufs | (Circulaire) Saint-Lazare ⥋ depuis Jardins Neufs | (Circulaire) Saint-Lazare ⥋ depuis Jardins Neufs | (Circulaire) Saint-Lazare ⥋ depuis Jardins Neufs | (Circulaire) Saint-Lazare ⥋ depuis Jardins Neufs | (Circulaire) Saint-Lazare ⥋ depuis Jardins Neufs |
| 24    | Ouverture / Fermeture 2 septembre 2019 / — | Longueur —                                       | Durée —                                          | Nb. d’arrêts 10                                  | Matériel Fiat city 21                            | Jours de fonctionnement L, Ma, Me, J, V, S       | Jour / Soir / Nuit / Fêtes O / O / N / N         | Voy. / an —                                      | Dépôt Courtine                                   |
| 24    | Desserte : Avignon - Arrêts desservis : Saint-Lazare • Combe • Bonaventure • Chemin de la Croix Verte • Vercors • Jardins Neufs • Troënes • Courbet • Synagogue • Granier • Saint-Lazare |                                                  |                                                  |                                                  |                                                  |                                                  |                                                  |                                                  |                                                  |
| 24    | Autre : |                                                  |                                                  |                                                  |                                                  |                                                  |                                                  |                                                  |                                                  |
| 24    | Dernière actualisation : — |                                                  |                                                  |                                                  |                                                  |                                                  |                                                  |                                                  |                                                  |
| 25    | Avignon Poste ⥋ Beauchamps | Avignon Poste ⥋ Beauchamps                       | Avignon Poste ⥋ Beauchamps                       | Avignon Poste ⥋ Beauchamps                       | Avignon Poste ⥋ Beauchamps                       | Avignon Poste ⥋ Beauchamps                       | Avignon Poste ⥋ Beauchamps                       | Avignon Poste ⥋ Beauchamps                       | Avignon Poste ⥋ Beauchamps                       |
| 25    | Ouverture / Fermeture 2 septembre 2019 / — | Longueur —                                       | Durée —                                          | Nb. d’arrêts 19                                  | Matériel Solaris Urbino 10                       | Jours de fonctionnement L, Ma, Me, J, V, S       | Jour / Soir / Nuit / Fêtes O / O / N / N         | Voy. / an —                                      | Dépôt Courtine                                   |
| 25    | Desserte : Avignon, Villeneuve-lès-Avignon, Pujaut - Arrêts desservis : Avignon Poste • Saint-Dominique • Porte de l'Oulle • Barthelasse • Villeneuve Gare • Belle Rive • Tour Le Bel • Office de Tourisme • Parking Chartreuse • Frédéric Mistral • Pont de Pujaut • Bel Horizon • Jean Vilar • Mas de Carles • Puits Carré • Place du Marché de Pujaut • Croix de Fer • Claire Fontaine • Beauchamps                                                        |                                                  |                                                  |                                                  |                                                  |                                                  |                                                  |                                                  |                                                  |
| 25    | Autre : |                                                  |                                                  |                                                  |                                                  |                                                  |                                                  |                                                  |                                                  |
| 25    | Dernière actualisation : — |                                                  |                                                  |                                                  |                                                  |                                                  |                                                  |                                                  |                                                  |
| 26    | Avignon Poste ⥋ Roquemaure Paul Bert | Avignon Poste ⥋ Roquemaure Paul Bert             | Avignon Poste ⥋ Roquemaure Paul Bert             | Avignon Poste ⥋ Roquemaure Paul Bert             | Avignon Poste ⥋ Roquemaure Paul Bert             | Avignon Poste ⥋ Roquemaure Paul Bert             | Avignon Poste ⥋ Roquemaure Paul Bert             | Avignon Poste ⥋ Roquemaure Paul Bert             | Avignon Poste ⥋ Roquemaure Paul Bert             |
| 26    | Ouverture / Fermeture 2 septembre 2019 / — | Longueur —                                       | Durée —                                          | Nb. d’arrêts 16                                  | Matériel Solaris Urbino 10-Heuliez GX 117 L      | Jours de fonctionnement L, Ma, Me, J, V, S       | Jour / Soir / Nuit / Fêtes O / O / N / N         | Voy. / an —                                      | Dépôt Courtine                                   |
| 26    | Desserte : Avignon, Villeneuve-lès-Avignon, Sauveterre, Roquemaure - Arrêts desservis : Avignon Poste • Porte de l'Oulle • Saint-Dominique • Barthelasse • Villeneuve Gare • Belle Rive • Tour Le Bel • Office de Tourisme • Parking Chartreuse • Four D980 • Avenue de Provence • Place Mairie • Valergue • Centre Commercial • Romain Rolland • Roquemaure Paul Bert ( Travaux roquemaure centre )                                                          |                                                  |                                                  |                                                  |                                                  |                                                  |                                                  |                                                  |                                                  |
| 26    | Autre : |                                                  |                                                  |                                                  |                                                  |                                                  |                                                  |                                                  |                                                  |
| 26    | Dernière actualisation : — |                                                  |                                                  |                                                  |                                                  |                                                  |                                                  |                                                  |                                                  |
| 27    | Avignon Poste ⥋ Rochefort Signargues | Avignon Poste ⥋ Rochefort Signargues             | Avignon Poste ⥋ Rochefort Signargues             | Avignon Poste ⥋ Rochefort Signargues             | Avignon Poste ⥋ Rochefort Signargues             | Avignon Poste ⥋ Rochefort Signargues             | Avignon Poste ⥋ Rochefort Signargues             | Avignon Poste ⥋ Rochefort Signargues             | Avignon Poste ⥋ Rochefort Signargues             |
| 27    | Ouverture / Fermeture 6 janvier 2020 / — | Longueur —                                       | Durée —                                          | Nb. d’arrêts 20                                  | Matériel —                                       | Jours de fonctionnement L, Ma, Me, J, V          | Jour / Soir / Nuit / Fêtes O / O / N / N         | Voy. / an —                                      | Dépôt cars bouisse                               |
| 27    | Desserte : Avignon, Rochefort-du-Gard - Arrêts desservis : Avignon Poste • La Bégude • La Diane • Jardins • La Filature • Les Genourieux • Font des Caven • Puits Ferrane • Pré des Pères • Lou Cigalou • Le Plan • Planas • Colvert • Le Vieux Mas • La Rouvette • Sanctuaire Notre-Dame • Rochefort Centre • Valliguières • Beaucaire • Signargues |                                                  |                                                  |                                                  |                                                  |                                                  |                                                  |                                                  |                                                  |
| 27    | Autre : |                                                  |                                                  |                                                  |                                                  |                                                  |                                                  |                                                  |                                                  |
| 27    | Dernière actualisation : — |                                                  |                                                  |                                                  |                                                  |                                                  |                                                  |                                                  |                                                  |
| 30    | Avignon TGV ⥋ Monfavet | Avignon TGV ⥋ Monfavet                           | Avignon TGV ⥋ Monfavet                           | Avignon TGV ⥋ Monfavet                           | Avignon TGV ⥋ Monfavet                           | Avignon TGV ⥋ Monfavet                           | Avignon TGV ⥋ Monfavet                           | Avignon TGV ⥋ Monfavet                           | Avignon TGV ⥋ Monfavet                           |
| 30    | Ouverture / Fermeture 19 octobre 2019 / — | Longueur —                                       | Durée —                                          | Nb. d’arrêts 32                                  | Matériel —                                       | Jours de fonctionnement L, Ma, Me, J, V, S, D    | Jour / Soir / Nuit / Fêtes O / O / N / O         | Voy. / an —                                      | Dépôt Courtine                                   |
| 30    | Desserte : Avignon - Arrêts desservis : Avignon TGV • Courtine • Baigne Pieds • Monteverdi • Allende • Lavarin • Schuman • Rhône Durance • Follereau • Stade Gillardeaux • Campus Sciences et Techniques • D'Arbaud • Cabrière • Olivades • Trillade • François 1er • Les Sources • Parrocel • Roumanille • Bavardages • Cité SNCF • Cap Sud • Saint-Chamand • Coubertin • Bel Air • Amandier • Lac ST CHAMAND • La Matte • Récollets • Souspirous • Monfavet |                                                  |                                                  |                                                  |                                                  |                                                  |                                                  |                                                  |                                                  |
| 30    | Autre : |                                                  |                                                  |                                                  |                                                  |                                                  |                                                  |                                                  |                                                  |
| 30    | Dernière actualisation : — |                                                  |                                                  |                                                  |                                                  |                                                  |                                                  |                                                  |                                                  |

#### Lignes Intra-Muros
| Ligne | Caractéristiques | Caractéristiques                             | Caractéristiques                             | Caractéristiques                             | Caractéristiques                             | Caractéristiques                              | Caractéristiques                             | Caractéristiques                             | Caractéristiques                             |
| CZen  | CityZen Les Italiens | CityZen Les Italiens                         | CityZen Les Italiens                         | CityZen Les Italiens                         | CityZen Les Italiens                         | CityZen Les Italiens                          | CityZen Les Italiens                         | CityZen Les Italiens                         | CityZen Les Italiens                         |
| CZen  | (Circulaire) P+R Italiens ⥋ depuis Place Pie | (Circulaire) P+R Italiens ⥋ depuis Place Pie | (Circulaire) P+R Italiens ⥋ depuis Place Pie | (Circulaire) P+R Italiens ⥋ depuis Place Pie | (Circulaire) P+R Italiens ⥋ depuis Place Pie | (Circulaire) P+R Italiens ⥋ depuis Place Pie  | (Circulaire) P+R Italiens ⥋ depuis Place Pie | (Circulaire) P+R Italiens ⥋ depuis Place Pie | (Circulaire) P+R Italiens ⥋ depuis Place Pie |
| ----- | --- | -------------------------------------------- | -------------------------------------------- | -------------------------------------------- | -------------------------------------------- | --------------------------------------------- | -------------------------------------------- | -------------------------------------------- | -------------------------------------------- |
| CZen  | Ouverture / Fermeture 27 août 2012 / — | Longueur —                                   | Durée —                                      | Nb. d’arrêts 8                               | Matériel —                                   | Jours de fonctionnement L, Ma, Me, J, V, S, D | Jour / Soir / Nuit / Fêtes O / O / N / N     | Voy. / an —                                  | Dépôt Courtine                               |
| CZen  | Desserte : Avignon - Arrêts desservis : P+R Italiens • Université • Thiers • Simone Veil • Les Halles • Place Pie • Carmes • Carreterie • Saint-Lazare • Toscane • P+R Italiens Le Samedi avant 15H : P+R Italiens • Université • Thiers • Les Halles • Ninon Vallin • Limbert • Thiers • Université • Toscane • P+R Italiens |                                              |                                              |                                              |                                              |                                               |                                              |                                              |                                              |
| CZen  | Autre : |                                              |                                              |                                              |                                              |                                               |                                              |                                              |                                              |
| CZen  | Dernière actualisation : — |                                              |                                              |                                              |                                              |                                               |                                              |                                              |                                              |
| CZen  | CityZen République | CityZen République                           | CityZen République                           | CityZen République                           | CityZen République                           | CityZen République                            | CityZen République                           | CityZen République                           | CityZen République                           |
| CZen  | (Circulaire) Jean Jaures ⥋ Circulaire Via Porte De L'oulle |                                              |                                              |                                              |                                              |                                               |                                              |                                              |                                              |
| CZen  | Ouverture / Fermeture 4 février 2019 / — | Longueur —                                   | Durée —                                      | Nb. d’arrêts 14                              | Matériel —                                   | Jours de fonctionnement L, Ma, Me, J, V, S, D | Jour / Soir / Nuit / Fêtes O / O / N / N     | Voy. / an —                                  | Dépôt Courtine                               |
| CZen  | Desserte : Avignon - Arrêts desservis : Jean Jaurès • Saint-Didier • Horloge • Hôtel de Ville • Racine • Porte de l'Oulle • Saint-Agricol • Vernet • Mistral • Raspail • Observance • Avignon Poste • Champfleury • Gare Centre • Jean Jaurès                                                                                 |                                              |                                              |                                              |                                              |                                               |                                              |                                              |                                              |
| CZen  | Autre : |                                              |                                              |                                              |                                              |                                               |                                              |                                              |                                              |
| CZen  | Dernière actualisation : — |                                              |                                              |                                              |                                              |                                               |                                              |                                              |                                              |
| BAL   | Baladine | Baladine                                     | Baladine                                     | Baladine                                     | Baladine                                     | Baladine                                      | Baladine                                     | Baladine                                     | Baladine                                     |
| BAL   | (Circulaire) Limbert ⥋ ? |                                              |                                              |                                              |                                              |                                               |                                              |                                              |                                              |
| BAL   | Ouverture / Fermeture 6 juillet 2020 / — | Longueur —                                   | Durée —                                      | Nb. d’arrêts Arrêts non-prédéfinis           | Matériel —                                   | Jours de fonctionnement L, Ma, Me, J, V, S, D | Jour / Soir / Nuit / Fêtes O / O / N / N     | Voy. / an —                                  | Dépôt Courtine                               |
| BAL   | Desserte : Avignon - Seuls les arrêts Limbert, Place Pie, Guillaume Puy et Les Halles sont matérialisés |                                              |                                              |                                              |                                              |                                               |                                              |                                              |                                              |
| BAL   | Autre : |                                              |                                              |                                              |                                              |                                               |                                              |                                              |                                              |
| BAL   | Dernière actualisation : — |                                              |                                              |                                              |                                              |                                               |                                              |                                              |                                              |
| P1    | Navette Parking Piot | Navette Parking Piot                         | Navette Parking Piot                         | Navette Parking Piot                         | Navette Parking Piot                         | Navette Parking Piot                          | Navette Parking Piot                         | Navette Parking Piot                         | Navette Parking Piot                         |
| P1    | P+R Piot ⥋ Porte de l'Oulle |                                              |                                              |                                              |                                              |                                               |                                              |                                              |                                              |
| P1    | Ouverture / Fermeture 27 août 2012 / — | Longueur —                                   | Durée —                                      | Nb. d’arrêts 2                               | Matériel —                                   | Jours de fonctionnement L, Ma, Me, J, V, S    | Jour / Soir / Nuit / Fêtes O / O / N / N     | Voy. / an —                                  | Dépôt Courtine                               |
| P1    | Desserte : Avignon - Arrêts desservis : P+R Piot • Porte de l'Oulle |                                              |                                              |                                              |                                              |                                               |                                              |                                              |                                              |
| P1    | Autre : |                                              |                                              |                                              |                                              |                                               |                                              |                                              |                                              |
| P1    | Dernière actualisation : — |                                              |                                              |                                              |                                              |                                               |                                              |                                              |                                              |

### Allobus
Les lignes ALLOBUS ont été remplacées par le nouveau service

### Scolaires
| Lignes scolaires du réseau Orizo au 6 janvier 2020 | Lignes scolaires du réseau Orizo au 6 janvier 2020   | Lignes scolaires du réseau Orizo au 6 janvier 2020                      |
| Ligne                                              | Tracé                                                | Desserte                                                                |
| -------------------------------------------------- | ---------------------------------------------------- | ----------------------------------------------------------------------- |
| A2                                                 | Avignon Poste <> EREA                                | Avignon, Le Pontet, Vedène                                              |
| A4                                                 | Avignon Poste <> Agroparc                            | Avignon                                                                 |
| A5                                                 | Souvine <> Lycée René Char                           | Avignon                                                                 |
| AV1                                                | Font d'Irac <> Lycée Jean Vilar                      | Les Angles, Villeneuve-lès-Avignon                                      |
| AV2                                                | Bellevue <> Lycée Jean Vilar                         | Les Angles, Villeneuve-lès-Avignon                                      |
| CA1                                                | Balarucs <> Lycée René Char                          | Caumont-sur-Durance, Avignon                                            |
| L22                                                | Balarucs- St Lazare                                  | Caumont-sur-Durance, Avignon                                            |
| E1                                                 | Les Hautures <> Avignon Poste                        | Entraigues-sur-la-Sorgue, Vedène, Avignon                               |
| E2                                                 | Blagier <> Lycée René Char                           | Entraigues-sur-la-Sorgue, Vedène, Le Pontet, Avignon                    |
|                                                    |                                                      |                                                                         |
| M1                                                 | Magnanarelles <> Lycée René Char                     | Avignon                                                                 |
| M2                                                 | Saint-Chamand <> Collège Alphonse Tavan              | Avignon                                                                 |
| M3                                                 | Montfavet Église <> Saint-Dominique                  | Avignon                                                                 |
| MO1                                                | Le Green <> Saint-Dominique                          | Vedène, Morières-lès-Avignon, Avignon                                   |
|                                                    |                                                      |                                                                         |
| MO2                                                | Collège Anne Frank > Avignon Poste                   | Morières-lès-Avignon, Avignon                                           |
|                                                    |                                                      |                                                                         |
| P2                                                 | Le Carillon <> Lycée René Char                       | Le Pontet, Avignon                                                      |
|                                                    |                                                      |                                                                         |
| PJ1                                                | Beauchamps <> Institut Sancta Maria                  | Pujaut, Villeneuve-lès-Avignon                                          |
| RO1                                                | Roquemaure Centre <> Lycée Jean Vilar                | Roquemaure, Sauveterre, Pujaut, Villeneuve-lès-Avignon                  |
| RO2                                                | Le Porge <> Collège Paul Valéry                      | Roquemaure                                                              |
| R2                                                 | Signargues <> Lycée Jean Vilar Via Les Angles        | Rochefort-du-Gard, Les Angles, Villeneuve-lès-Avignon                   |
| R3                                                 | Rochefort Stade <> Lycée Jean Vilar                  | Rochefort-du-Gard, Pujaut, Villeneuve-lès-Avignon                       |
| R4                                                 | Signargues <> Lycée Jean Vilar Via Le Plan / Planas  | Rochefort-du-Gard, Pujaut, Villeneuve-lès-Avignon                       |
| R6                                                 | La Bégude > Font des Caven                           | Rochefort-du-Gard                                                       |
| S1                                                 | Avignon St Dominique <> Jonquerettes                 | Saint-Saturnin-lès-Avignon, Jonquerettes, Morières-lès-Avignon, Avignon |
| S2                                                 | Entraigues Les Hautures <> Schumann                  | Vedène, Saint-Saturnin-lès-Avignon, Morières-lès-Avignon, Avignon       |
| S3                                                 | Entraigues Saumades <> Collège Anne Frank            | Saint-Saturnin-lès-Avignon, Jonquerettes, Morières-lès-Avignon          |
| SR1                                                | Fontaine du Buis <> Collège Haigneré                 | Saze, Rochefort-du-Gard                                                 |
| SR2                                                | Le Lavoir <> Lycée Jean Vilar                        | Saze, Les Angles, Villeneuve-lès-Avignon                                |
| SV1                                                | Four D242 <> Collège Paul Valéry                     | Pujaut, Sauveterre, Roquemaure                                          |
| V1                                                 | EREA / LEP / Collège Lou Vignarès <> Saint-Dominique | Vedène, Le Pontet, Avignon                                              |
| V2                                                 | Pelado <> Collège Lou Vignarès                       | Vedène, Le Pontet                                                       |
| V3                                                 | Saumades <> Lycée René Char                          | Entraigues-sur-la-Sorgue, Vedène, Avignon                               |
| V4                                                 | Vedène Centre <> Agroparc                            | Vedène, Saint-Saturnin-lès-Avignon, Morières-lès-Avignon, Avignon       |
|                                                    |                                                      |                                                                         |
| VL1                                                | Marché Agricole <> Lycée René Char                   | Velleron, Saint-Saturnin-lès-Avignon, Morières-lès-Avignon, Avignon     |
| V5                                                 | Lorraine <> Collège A.Tavan                          |                                                                         |

## Histoire
Ce tableau référence toutes les évolutions du service de bus uniquement, du réseau Orizo, depuis sa mise en service le 19 octobre 2019.
Obsolète :
| Date            | Ligne                | Parcours                              | Objet       | Motif                                |
| --------------- | -------------------- | ------------------------------------- | ----------- | ------------------------------------ |
| 4 novembre 2019 | A6                   | Avignon Poste <> Saint-Gabriel        | Création    | Nouvelle desserte                    |
| 2 décembre 2019 | V4                   | Vedène Centre <> Agroparc             | Création    | Nouvelle desserte                    |
| 6 janvier 2020  | 21                   | Lycée René Char <> Collège Anne Frank | Suppression | Prolongement de la ligne 9           |
| 6 janvier 2020  | AlloBus              | Saint-Gabriel                         | Suppression | Création ligne 28                    |
| 6 janvier 2020  | A6                   | Avignon Poste <> Saint-Gabriel        | Suppression | Création ligne 28                    |
| 6 janvier 2020  | 28                   | Limbert <> Saint-Gabriel              | Création    | Suppression ligne A6                 |
| 6 janvier 2020  | R5                   | Avignon Poste <> Chemin de la Plaine  | Suppression | Création de la ligne 27              |
| 6 janvier 2020  | 27                   | Avignon Poste <> Chemin de la Plaine  | Création    | Suppression de la ligne R5           |
| 6 juillet 2020  | Baladine Teinturiers | Agence Orizo <> depuis Teinturiers    | Suppression | Création ligne Baladine              |
| 6 juillet 2020  | Baladine Banasterie  | Agence Orizo <> depuis Banasterie     | Suppression | Création ligne Baladine              |
| 24 août 2020    | Navette Opéra        | Remparts <> Salles de Représentation  | Suppression | Covid-19                             |
| 24 août 2020    | CityZen Les Halles   | P+R Italiens <> depuis Les Halles     | Suppression | Extension ligne CityZen Les Italiens |

Ce tableau référence toutes les évolutions du service de bus uniquement, du réseau TCRA à celui Orizo, lors de sa mise en service le 19 octobre 2019.
| Ligne                                                                        | Parcours avant octobre 2019                           | Objet                                                                             |
| ---------------------------------------------------------------------------- | ----------------------------------------------------- | --------------------------------------------------------------------------------- |
| 1A                                                                           | Avignon Poste <> Mazarin                              | Remplacement par la nouvelle ligne T1                                             |
| 1B                                                                           | Avignon Poste <> Lycée René Char                      | Remplacement par la nouvelle ligne 9                                              |
| 2                                                                            | Hôpital <> Buld'Air                                   | Remplacement par la nouvelle ligne C2                                             |
| 3                                                                            | Saint-Lazare <> Agroparc                              | Remplacement par la nouvelle ligne C3                                             |
| 4                                                                            | Limbert <> Agroparc                                   | Prolongement jusqu'à Avignon Poste                                                |
| 5                                                                            | Palais de Justice <> Cigalières                       | Aucun objet                                                                       |
| 6                                                                            | Avignon Poste <> P+R Amandier                         | Aucun objet                                                                       |
| 7                                                                            | Palais de Justice <> Le Carillon                      | Prolongement jusqu'à Cannonets                                                    |
| 8                                                                            | Palais de Justice <> Blagier                          | Nouveau terminus à Porte de l'Oulle                                               |
| 9                                                                            | Limbert <> Halles Alliaud                             | Remplacement par la nouvelle ligne 21                                             |
| 10                                                                           | Avignon TGV <> Saint-Gabriel                          | Réduction à Avignon Poste                                                         |
| 11                                                                           | Avignon Poste <> Les Roseaux<> Jonquerettes           | Aucun objet                                                                       |
| 14                                                                           | Avignon TGV <> Le Lac                                 | Réduction à Saint-Chamand                                                         |
| 15                                                                           | Porte de l'Oulle <> Le Lavoir                         | Aucun objet                                                                       |
| 16                                                                           | Porte de l'Oulle <> Rochefort Stade                   | Prolongement jusqu'à Avignon Poste                                                |
| 17                                                                           | Agroparc <> Avignon Nord                              | Remplacement par la nouvelle ligne 12                                             |
| 19                                                                           | (Circulaire) Lycée Jean Vilar <> depuis Bellevue      | Nouveau terminus à 2ème DB                                                        |
| 30                                                                           | Avignon Poste <> Balarucs                             | Remplacement par la nouvelle ligne 22                                             |
| CityZen Les Italiens                                                         | (Circulaire) Parking des Italiens <> depuis Place Pie | Itinéraire depuis Pasteur                                                         |
| CityZen République                                                           | (Circulaire) Cité Administrative <> depuis Vernet     | Itinéraire depuis Porte de l'Oulle                                                |
| Baladine                                                                     | (Circulaire) Agence TCRA <> depuis Place Pie          | Remplacement par les nouvelles lignes Baladine Teinturiers et Baladine Banasterie |
| Navette Piot                                                                 | Porte de l'Oulle <> Parking Île Piot                  | Aucun objet                                                                       |
| Navette Opéra                                                                | Desserte Spéciale                                     | Aucun objet                                                                       |
| Création des lignes 12, 13, 18, 20, 21, 22, 23, 24, 25, 26 et CityZen Halles |                                                       |                                                                                   |